# Chrononetwerk
Het chrononetwerk van het openbaar vervoer in Brussel omvat verschillende metro- en sneltramlijnen binnen het Brussels Hoofdstedelijk Gewest. Het netwerk wordt uitgebaat door de Brusselse openbaarvervoermaatschappij MIVB. De MIVB kent zelf het chrono-label toe aan lijnen die (bijna) volledig in eigen bedding rijden, bediend worden door moderne voertuigen en een hoge frequentie hebben.
Momenteel zijn er negen chronolijnen: vier metrolijnen en vijf premetro- en tramlijnen. Samen vormen de negen lijnen een snelnetwerk binnen het openbaar vervoer te Brussel.

## Geschiedenis
Aangezien Brussel, in tegenstelling tot heel wat andere steden, de tram sinds 1869 nooit helemaal vaarwel heeft gezegd, is het netwerk niet altijd even efficiënt te noemen. Op heel wat plaatsen deelt de tram namelijk de weg met de andere weggebruikers. Hierdoor staat de tram dus vaak mee in de file en zijn de doorkomsten onregelmatig.
Nieuwe tramlijnen binnen Brussel hebben hier geen last van; zij werden namelijk aangelegd in eigen bedding. Om het onderscheid duidelijk te maken tussen de oude/tragere lijnen en de nieuwe, snelle lijnen werd het chrono-label in het leven geroepen.

## Voorwaarden
Het chrononetwerk is een deel van het algemeen OV-net van Brussel. Het omvat alle metrolijnen en verschillende tramlijnen. Enkel lijnen die voldoen aan volgende voorwaarden worden tot het chrononet gerekend.
- traject in eigen bedding,
- gelijkvloerse instap,
- hoge frequentie,
- nieuwste trams.

Lijnen die tot het chrononet behoren zijn te herkennen aan hun laag lijnnummer (1-10). Lijnen die het label (na aanpassingswerken) verdienen, krijgen dus vaak een lager lijnnummer dan voorheen. Zo kreeg lijn 94 in 2018, na grootschalige werken en een verlenging, het lijnnummer 8.

## Lijnen van het chrononetwerk
| Lijn | Route                          | Lengte  | Tram/metro    |
| ---- | ------------------------------ | ------- | ------------- |
|      | Weststation - Stokkel          | 12,5 km | Metro         |
|      | Elisabeth - Simonis            | 10,4 km | Metro         |
|      | Noordstation - Stalle          | 10,0 km | Tram/premetro |
|      | Erasmus - Herrmann-Debroux     | 17,5 km | Metro         |
|      | Elisabeth - Koning Boudewijn   | 15,5 km | Metro         |
|      | Heizel - Vanderkindere         | 16,0 km | Tram/premetro |
|      | Louise - Roodebeek             | 14,0 km | Tram          |
|      | Simonis - Koning Boudewijn     | 3,5 km  | Tram/premetro |
|      | Militair Hospitaal - Churchill | 17,5 km | Tram/premetro |

## Voertuigen

### Metro
De metrolijnen maken gebruik van de volgende types: MX-rijtuigen, BOA-rijtuigen en sinds 2021 M7-rijtuigen.

### Tram
Tramlijnen die deel zijn van het chrononet worden bediend door voertuigen van het type T3000 en T4000. Binnenkort zullen ook de TNG (Tram New Generation) deze lijnen bedienen.

## Toekomstplannen

### Metrolijn 3
De voormalige chronolijn 3 werd in 2024 vervangen door chronolijn 10.  Er zijn nog altijd plannen deze om te bouwen tot een volwaardige metrolijn. Daarbij is er een plan dat nog niet gefinancierd is geraakt deze toekomstige metrolijn ooit te verlengen naar het noorden van Brussel (mogelijk tot aan de S-halte Bordet).

### Lijn 44
Ondanks zijn eigen bedding en relatief hoge frequentie wordt lijn 44 momenteel niet tot het chrononet gerekend. De voornaamste reden hiervoor is dat deze lijn nog wordt bediend door de oude PCC-trams. Deze hebben geen gelijkvloerse instap en zijn niet voorzien van televisieschermen met halte-informatie en airconditioning. Eventueel wanneer deze lijn ooit bediend zou worden door nieuwere trams zou lijn 44 naar alle waarschijnlijkheid misschien het chrono-label krijgen.